# Міхал Пробеж
Міхал Пробеж (пол. Michał Probierz, нар. 24 вересня 1972, Битом) — польський футболіст, що грав на позиції півзахисника. По завершенні ігрової кар'єри — тренер. З 20 вересня 2023 по 12 червня 2025 року — головний тренер збірної Польщі.

## Ігрова кар'єра
Народився 24 вересня 1972 року в місті Битом. Вихованець юнацьких команд футбольних клубів ЛКС (Лагевники), «Розбарк» (Битом) та «Гурник» (Забже).
У дорослому футболі дебютував 1990 року виступами за команду «Рух» (Хожув), в якій провів три сезони, взявши участь у 77 матчах чемпіонату і у сезоні 1992/93 став з командою фіналістом Кубка Польщі. Згодом з 1993 по 1997 рік грав Німеччині у складі команд «Баєр Юрдінген» та «Ваттеншайд 09».
1997 року Пробеж повернувся до Польщі, ставши гравцем «Гурника» (Забже). Відіграв за команду з міста Забже наступні шість сезонів своєї ігрової кар'єри. Більшість часу, проведеного у складі «Гурника», був основним гравцем команди і у сезоні 2000/01 вдруге зіграв у фіналі Кубка Польщі, але і цього разу його команда трофей не здобула.
Протягом 2003—2004 років захищав кольори клубу «Погонь» (Щецин), а завершив ігрову кар'єру у команді «Відзев», за яку виступав протягом 2004—2005 років, через серйозну травму — розрив хрестоподібних зв'язок коліна, яку він отримав на 64-й хвилині матчу «Відзева» проти РКС (Радомсько). Загалом він зіграв у вищій польській лізі в 260 матчах і забив дев'ять голів.

## Кар'єра тренера
Розпочав тренерську кар'єру відразу ж по завершенні кар'єри гравця, 6 жовтня 2005 року, очоливши тренерський штаб клубу «Полонія» (Битом). Тоді клуб знаходився на передостанньому, 17-му місці другого польського дивізіону. Пробежу вдалося піднятись з командою на 15 місце, а потім виграти плей-оф, зберігши прописку у дивізіоні.
У червні 2006 року Пробеж перейшов на посаду тренера у «Відзев», який у сезоні 2005/06 посів перше місце у другій лізі вийшов до Екстракласи. У своєму тренерському дебюті у вищій лізі команда на чолі з Пробежем перемогла «Дискоболію» на своєму стадіоні 2:1, а загалом клуб посів 12 місце, врятувавшись від вильоту. Втім після шести турів наступного сезону 2007/08, в яких «Відзев» набрав лише три очки і не здобув жодної перемоги, Міхал був звільнений.

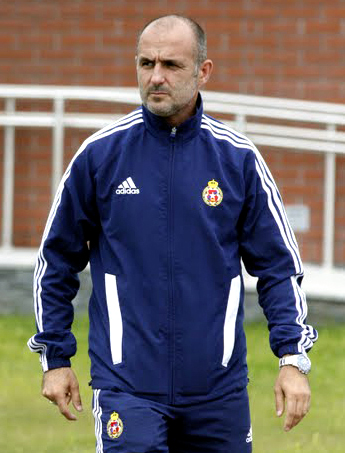
Міхал Пробеж під час роботи з «Віслою» (Краків). 2012 рік.

17 грудня 2007 року Пробеж став головним тренером «Полонії» (Битом), яка знаходилась на чотирнадцятому місці в таблиці після осіннього туру. Під керівництвом Пробеж гравці «Полонії» по п'ять матчів зіграли внічию і програли, а ще три виграли. Цей результат дозволив їм залишитися в Екстракласі. 22 травня 2008 року Пробеж подав у відставку.
У червні 2008 року Міхал Пробеж очлив «Ягеллонію», з якою у першому сезоні виступав невдало, посівши 8 місце, і навіть хотів подати у відставку. Однак у другому сезоні 2009/10 «Ягеллонія» під керівництвом Пробеж досягла найбільшого успіху, вигравши спочатку Кубок Польщі, а потім і Суперкубок. Перемога в Кубку Польщі дозволила «Ягеллонії» вийти в третій кваліфікаційний раунд Ліги Європи. Це був історичний перший вихід команди до єврокубків. У ньому «Ягеллонія» зустрілась з грецьким «Арісом», програвши в першому матчі вдома 1:2 і зігравши в Салоніках з рахунком 2:2, чого не вистачило для проходу далі. Тим не менш у чемпіонаті того сезону 2010/11 «Ягеллонія» була одна із лідерів, закінчивши першу половину сезону на сенсаційному першому місці. Врешті-решт через втрати очок наприкінці сезону команда посіла підсумкове четверте місце в таблиці, але і цього вистачило, щоб команда вдруге поспіль вийшла до Ліги Європи. Крім того для клубу це була найвища позиція в чемпіонаті в історії. 22 липня 2011 року контракт Пробежа з «Ягеллонією» був розірваний за взаємною згодою. «Ягеллонія» під керівництвом Міхала досягла найбільших успіхів в історії клубу.
5 вересня 2011 року Пробеж став тренером клубу ЛКС (Лодзь), який тоді був останнім у таблиці Екстракласи. Міхалу вдалосьпокращити результати команди і підняти її на безпечне 11 місце, втім у листопаді, отримавши пропозицію про роботу від іноземного клубу, Пробеж розірвав контракт з клубом, скориставшись пунктом, який дозволив йому перейти до іноземного клубу. Вже без Міхала команда знову почала падати і в підсумку вилетіла з елітного дивізіону з передостаннього місця. Міхал Пробеж ж 4 листопада очолив тренерський штаб грецького клубу «Аріс», але через фінансові проблеми вже 5 січня 2012 року поляк покинув грецький клуб.
1 березня 2012 року прийняв пропозицію попрацювати у клубі «Вісла» (Краків) і закінчив з нею сезон 2011/12 на 7 місці. Залишив команду з Кракова 1 жовтня 2012 року після невдалого старту наступного сезону.
14 листопада 2012 року Пробеж очолив ГКС (Белхатув), що був останнім в турнірній таблиці Екстракласи. Однак поліпшити результати Міхалу не вдалося, і після чотирьох турів і лише двох взятих очок Пробеж покинув клуб 27 грудня, коли його контракт був розірваний за взаємною згодою.
4 червня 2013 року Пробеж очолив «Лехію» (Гданськ). Контракт з тренером був укладений на два роки з можливістю продовжити його ще на один рік. Втім і у цій команді Міхал не зміг провести навіть один сезон, оскільки вже 26 березня 2014 року після вильоту з 1/4 фіналу Кубка Польщі і поганих результатів в Екстракласі, він був звільнений з посади.
7 квітня 2014 року Пробеж до «Ягеллонії», з якою здобув найкращі результати у своїй кар'єрі як тренер. Під час другого приходу Пробежу навіть вдалось покращити свої попередні здобутки — у першому повному сезоні з командою 2014/15 він посів з клубом 3-тє місце, лише на 2 очки відставши від чемпіона, повернувши команду до Ліги Європи, куди «Ягеллонія» не виходила з часів уходу Пробежа, а у сезоні 2016/17 став з командою віце-чемпіоном Польщі, після чого 4 червня 2017 року оголосив про відхід з команди.
21 червня 2017 року Пробеж став тренером «Краковії», з якою 2020 року виграв Кубок та Суперкубок Польщі, при цьому обидва трофеї були дебютними в історії клубу. Залишив краківський клуб у 2021 році. З 6 по 8 січня 2022 року був головним тренером «Брук-Бет Термаліки», після чого перейшов на роботу зі збірними. У 2022—2023 роках був головним тренером молодіжної команди, а 20 вересня 2023 року очолив національну збірну Польщі.
У 2020 році Пробєж привів «Краковію» до перемоги в Кубку Польщі 2019-20, що дозволило «Краковії» другий сезон поспіль кваліфікуватися в єврокубки.
9 листопада 2021 року він склав з себе повноваження менеджера та віце-президента і покинув клуб за взаємною згодою.
6 січня 2022 року Пробєж приєднався до іншого клубу Екстракласи — «Брук-Бет Термаліка Нєчєча», який на той час посідав останнє місце в турнірній таблиці. Через два дні він покинув клуб.
4 липня 2022 року був оголошений новим тренером молодіжної збірної Польщі до 21 року, змінивши на цій посаді Мацея Столарчика. Під час його перебування на посаді тренера збірна U21 здобула п'ять перемог, три нічиї та дві поразки в десяти матчах.
Після вдалого старту молодіжної збірної Польщі до 21 року у відбірковій кампанії до Євро-2025 та звільнення Фернанду Сантуша з посади головного тренера національної команди, 20 вересня 2023 року Пробеж був оголошений наступником Сантуша.

## Титули і досягнення

### Як тренера
- Володар Кубка Польщі (2):

«Ягеллонія»: 2009/10
«Краковія»: 2019/20
- Володар Суперкубка Польщі (2):

«Ягеллонія»: 2010
«Краковія»: 2020

### Індивідуальні
- Тренер року за версією видання «Piłka Nożna»: 2010
- Тренер сезону 2014/15[37]
- Найкращий тренер 90-річчя «Ягеллонії»[38]